# Marina Erakovic
Marina Erakovic, née le 6 mars 1988 à Split, est une joueuse de tennis néo-zélandaise d'origine croate, professionnelle sur le circuit WTA entre 2006 et 2018. Elle met fin à sa carrière le 10 décembre 2018 après n'avoir plus joué depuis septembre 2017 pour cause de blessure.

## Biographie

### Débuts
Marina Erakovic commence à pratiquer le tennis à six ans, en Nouvelle-Zélande, après avoir fui avec sa famille le nettoyage ethnique commis par les militaires croates contre les Serbes de Croatie. Elle dispute son premier match professionnel sur le circuit WTA en 2005.
En junior, Marina Erakovic remporte l'US Open en 2005 en double dames, associée à Michaëlla Krajicek et atteint deux fois la finale de Wimbledon en 2004 et 2005 (avec Monica Niculescu).

### Carrière professionnelle
Elle atteint deux fois le second tour à Auckland en 2005 et en 2007. Lors de l'édition 2008 du tournoi d'Auckland, Marina réalise un exploit, après avoir battu Ashley Harkleroad : elle sort en trois sets la tête de série no 1 Vera Zvonareva 6-3, 2-6, 7-65. Elle est stoppée dans son parcours par la Française Aravane Rezaï en demi-finale.
En 2009, une blessure à la hanche l'éloigne pendant de longs mois des terrains.
En février 2013, elle remporte son premier tournoi WTA en simple à Memphis.

### Retraite
Marina Erakovic met fin à sa carrière le 10 décembre 2018, elle n'avait plus joué pour cause de blessure depuis septembre 2017.

## Palmarès

### Titres en simple dames
| No | Date       | Nom et lieu du tournoi                      | Catégorie | Dotation  | Surface    | Finaliste      | Score    |          |
| -- | ---------- | ------------------------------------------- | --------- | --------- | ---------- | -------------- | -------- | -------- |
| 1  | 18-02-2013 | U.S. National Indoor Championships, Memphis | Intern'l  | 235 000 $ | Dur (int.) | Sabine Lisicki | 6-1, ab. | Parcours |

### Finales en simple dames
| No | Date       | Nom et lieu du tournoi           | Catégorie | Dotation  | Surface         | Vainqueure       | Score         |          |
| -- | ---------- | -------------------------------- | --------- | --------- | --------------- | ---------------- | ------------- | -------- |
| 1  | 12-09-2011 | Challenge Bell, Québec           | Intern'l  | 220 000 $ | Moquette (int.) | Barbora Strýcová | 4-6, 6-1, 6-0 | Parcours |
| 2  | 19-02-2012 | Memphis International, Memphis   | Intern'l  | 220 000 $ | Dur (int.)      | Sofia Arvidsson  | 6-3, 6-4      | Parcours |
| 3  | 09-09-2013 | Challenge Bell, Québec           | Intern'l  | 235 000 $ | Moquette (int.) | Lucie Šafářová   | 6-4, 6-3      | Parcours |
| 4  | 25-04-2016 | GP Princesse Lalla Meryem, Rabat | Intern'l  | 250 000 $ | Terre (ext.)    | Timea Bacsinszky | 6-2, 6-1      | Parcours |

### Titres en double dames
| No | Date       | Nom et lieu du tournoi            | Catégorie | Dotation  | Surface      | Partenaire             | Finalistes                             | Score             |          |
| -- | ---------- | --------------------------------- | --------- | --------- | ------------ | ---------------------- | -------------------------------------- | ----------------- | -------- |
| 1  | 15-06-2008 | Ordina Open Bois-le-Duc           | Tier III  | 175 000 $ | Gazon (ext.) | Michaëlla Krajicek     | Līga Dekmeijere Angelique Kerber       | 6-3, 6-2          | Parcours |
| 2  | 29-09-2008 | AIG Japan Open Tokyo              | Tier III  | 175 000 $ | Dur (ext.)   | Jill Craybas           | Ayumi Morita Aiko Nakamura             | 4-6, 7-5, [10-6]  | Parcours |
| 3  | 20-10-2008 | FORTIS Championships Luxembourg   | Tier III  | 225 000 $ | Dur (int.)   | Sorana Cîrstea         | Vera Dushevina Mariya Koryttseva       | 2-6, 6-3, [10-8]  | Parcours |
| 4  | 08-02-2010 | PTT Women's Open Pattaya          | Intern'l  | 220 000 $ | Dur (ext.)   | Tamarine Tanasugarn    | Anna Chakvetadze Ksenia Pervak         | 7-5, 6-1          | Parcours |
| 5  | 10-10-2011 | Generali Ladies Linz              | Intern'l  | 220 000 $ | Dur (int.)   | Elena Vesnina          | Julia Görges Anna-Lena Grönefeld       | 7-5, 6-1          | Parcours |
| 6  | 09-07-2012 | Bank of the West Classic Stanford | Premier   | 740 000 $ | Dur (ext.)   | Heather Watson         | Jarmila Gajdošová Vania King           | 7-5, 7-67         | Parcours |
| 7  | 19-08-2012 | Texas Open Dallas                 | Intern'l  | 220 000 $ | Dur (ext.)   | Heather Watson         | Līga Dekmeijere Irina Falconi          | 6-3, 6-0          | Parcours |
| 8  | 15-06-2014 | Topshelf Open Bois-le-Duc         | Intern'l  | 250 000 $ | Gazon (ext.) | Arantxa Parra Santonja | Michaëlla Krajicek Kristina Mladenovic | 0-6, 7-65, [10-8] | Parcours |

### Finales en double dames
| No | Date       | Nom et lieu du tournoi                  | Catégorie | Dotation    | Surface      | Vainqueures                          | Partenaire             | Score              |          |
| -- | ---------- | --------------------------------------- | --------- | ----------- | ------------ | ------------------------------------ | ---------------------- | ------------------ | -------- |
| 1  | 19-05-2008 | Istanbul Cup Istanbul                   | Tier III  | 200 000 $   | Terre (ext.) | Jill Craybas Olga Govortsova         | Polona Hercog          | 6-1, 6-2           | Parcours |
| 2  | 19-07-2010 | Slovenia Open Portorož                  | Intern'l  | 220 000 $   | Dur (ext.)   | Maria Kondratieva Vladimíra Uhlířová | Anna Chakvetadze       | 6-4, 2-6, [10-7]   | Parcours |
| 3  | 03-01-2011 | ASB Classic Auckland                    | Intern'l  | 220 000 $   | Dur (ext.)   | Květa Peschke Katarina Srebotnik     | Sofia Arvidsson        | 6-3, 6-0           | Parcours |
| 4  | 08-01-2012 | Moorilla International Hobart           | Intern'l  | 220 000 $   | Dur (ext.)   | Irina-Camelia Begu Monica Niculescu  | Chuang Chia-jung       | 6-74, 7-64, [10-5] | Parcours |
| 5  | 06-05-2013 | Mutua Madrid Open Madrid                | PREMIER*  | 5 137 962 $ | Terre (ext.) | A. Pavlyuchenkova Lucie Šafářová     | Cara Black             | 6-2, 6-4           | Parcours |
| 6  | 20-05-2013 | Internationaux de Strasbourg Strasbourg | Intern'l  | 235 000 $   | Terre (ext.) | Kimiko Date-Krumm Chanelle Scheepers | Cara Black             | 6-4, 3-6, [14-12]  | Parcours |
| 7  | 10-06-2013 | Aegon Classic Birmingham                | Intern'l  | 235 000 $   | Gazon (ext.) | Ashleigh Barty Casey Dellacqua       | Cara Black             | 7-5, 6-4           | Parcours |
| 8  | 18-08-2014 | Connecticut Open New Haven              | Premier   | 710 000 $   | Dur (ext.)   | Andreja Klepač Sílvia Soler Espinosa | Arantxa Parra Santonja | 7-5, 4-6, [10-7]   | Parcours |

## Parcours en Grand Chelem

### En simple dames
| Année | Open d'Australie                                       | Open d'Australie                                   | Internationaux de France                           | Internationaux de France                                | Wimbledon                                       | Wimbledon        | US Open                                                   | US Open             |
| ----- | ------------------------------------------------------ | -------------------------------------------------- | -------------------------------------------------- | ------------------------------------------------------- | ----------------------------------------------- | ---------------- | --------------------------------------------------------- | ------------------- |
| 2005  | —                                                      | —                                                  | —                                                  | —                                                       | —                                               | —                | Q3 \|\| style="text-align:left" \| Virginia Ruano Pascual |                     |
| 2006  | —                                                      | —                                                  | Q2 \|\| style="text-align:left" \| Natalie Grandin | —                                                       | —                                               | —                | —                                                         |                     |
| 2007  | Q2 \|\| style="text-align:left" \| Timea Bacsinszky    | Q1 \|\| style="text-align:left" \| Margit Rüütel   | Q1 \|\| style="text-align:left" \| Ágnes Szávay    | Q3 \|\| style="text-align:left" \| Emmanuelle Gagliardi |                                                 |                  |                                                           |                     |
| 2008  | Q1 \|\| style="text-align:left" \|                     | 2e tour (1/32)                                     | Jelena Janković                                    | 3e tour (1/16)                                          | Tamarine Tanasugarn                             | 1er tour (1/64)  | Pauline Parmentier                                        |                     |
| 2009  | 2e tour (1/32)                                         | Lucie Šafářová                                     | —                                                  | —                                                       | —                                               | —                | —                                                         | —                   |
| 2010  | 1er tour (1/64)                                        | Li Na                                              | —                                                  | —                                                       | Q2 \|\| style="text-align:left" \| Shenay Perry | —                | —                                                         |                     |
| 2011  | Q2 \|\| style="text-align:left" \| Kurumi Nara         | 1er tour (1/64)                                    | Arantxa Rus                                        | 2e tour (1/32)                                          | Daniela Hantuchová                              | 1er tour (1/64)  | Mirjana Lučić                                             |                     |
| 2012  | 2e tour (1/32)                                         | Christina McHale                                   | 1er tour (1/64)                                    | L. Domínguez                                            | 2e tour (1/32)                                  | Roberta Vinci    | 1er tour (1/64)                                           | Kristina Mladenovic |
| 2013  | 1er tour (1/64)                                        | Alizé Cornet                                       | 3e tour (1/16)                                     | Sloane Stephens                                         | 3e tour (1/16)                                  | Laura Robson     | 1er tour (1/64)                                           | M.T. Torró Flor     |
| 2014  | 2e tour (1/32)                                         | Zarina Diyas                                       | 2e tour (1/32)                                     | Petra Kvitová                                           | 1er tour (1/64)                                 | Ana Konjuh       | 2e tour (1/32)                                            | Elena Vesnina       |
| 2015  | 1er tour (1/64)                                        | Garbiñe Muguruza                                   | 1er tour (1/64)                                    | Petra Kvitová                                           | 1er tour (1/64)                                 | Yulia Putintseva | 1er tour (1/64)                                           | Simona Halep        |
| 2016  | Q1 \|\| style="text-align:left" \| M. Larcher de Brito | Q1 \|\| style="text-align:left" \| Maryna Zanevska | 3e tour (1/16)                                     | C. Suárez Navarro                                       | Q1 \|\| style="text-align:left" \| Wang Yafan   |                  |                                                           |                     |
| 2017  | 1er tour (1/64)                                        | Garbiñe Muguruza                                   | 1er tour (1/64)                                    | Shelby Rogers                                           | 1er tour (1/64)                                 | Simona Halep     | Q1 \|\| style="text-align:left" \| Fanny Stollár          |                     |

À droite du résultat, l’ultime adversaire.

### En double dames
| Année | Open d'Australie              | Open d'Australie              | Internationaux de France    | Internationaux de France  | Wimbledon                     | Wimbledon                   | US Open                       | US Open                    |
| ----- | ----------------------------- | ----------------------------- | --------------------------- | ------------------------- | ----------------------------- | --------------------------- | ----------------------------- | -------------------------- |
| 2008  | -                             | -                             | 1er tour (1/32) M. Krajicek | Émilie Loit P. Parmentier | 1er tour (1/32) M. Krajicek   | I. Benešová J. Husárová     | 1/4 de finale J. Kostanić     | Lisa Raymond Sam Stosur    |
| 2009  | 1er tour (1/32) J. Kostanić   | L. Šafářová G. Voskoboeva     | -                           | -                         | -                             | -                           | -                             | -                          |
| 2010  | 1er tour (1/32) C. Dellacqua  | Kudryavtseva E. Makarova      | -                           | -                         | 1er tour (1/32) Jill Craybas  | Květa Peschke K. Srebotnik  | -                             | -                          |
| 2011  | 1er tour (1/32) T. Tanasugarn | Květa Peschke K. Srebotnik    | -                           | -                         | 1/2 finale T. Tanasugarn      | S. Lisicki Sam Stosur       | 1er tour (1/32) T. Tanasugarn | Amanmuradova Alex. Panova  |
| 2012  | 1er tour (1/32) Chuang Ch-j.  | Sílvia Soler Suárez Navarro   | 2e tour (1/16) M. Niculescu | Peng Shuai Zheng Jie      | 3e tour (1/8) T. Tanasugarn   | E. Makarova Elena Vesnina   | 1er tour (1/32) H. Watson     | E. Makarova Elena Vesnina  |
| 2013  | 1er tour (1/32) H. Watson     | A.-L. Grönefeld Květa Peschke | 1/4 de finale Cara Black    | A. Hlaváčková L. Hradecká | 2e tour (1/16) Cara Black     | E. Bouchard Petra Martić    | 3e tour (1/8) Cara Black      | E. Makarova Elena Vesnina  |
| 2014  | 1er tour (1/32) Zheng Jie     | Alizé Cornet C. Garcia        | 1/4 de finale Arantxa Parra | L. Hradecká M. Krajicek   | 1er tour (1/32) Arantxa Parra | Anabel Medina Y. Shvedova   | 2e tour (1/16) Parra Santonja | G. Muguruza Suárez Navarro |
| 2015  | 1er tour (1/32) Mónica Puig   | M. Krajicek B. Z. Strýcová    | 1er tour (1/32) H. Watson   | Tímea Babos K. Mladenovic | 2e tour (1/16) H. Watson      | Anabel Medina Arantxa Parra | -                             | -                          |
| 2016  | -                             | -                             | -                           | -                         | -                             | -                           | 2e tour (1/16) Arantxa Parra  | Xu Yifan Zheng Saisai      |

sous le résultat, la partenaire ; à droite, l’ultime équipe adverse.

### En double mixte
| Année | Open d'Australie | Open d'Australie | Internationaux de France | Internationaux de France | Wimbledon                     | Wimbledon                    | US Open | US Open |
| ----- | ---------------- | ---------------- | ------------------------ | ------------------------ | ----------------------------- | ---------------------------- | ------- | ------- |
| 2013  | -                | -                | -                        | -                        | 2e tour (1/16) Ivan Dodig     | S. Arvidsson F. Nielsen      | -       | -       |
| 2014  | -                | -                | -                        | -                        | 1er tour (1/32) Raven Klaasen | Johanna Konta Dominic Inglot | -       | -       |

sous le résultat, le partenaire ; à droite, l’ultime équipe adverse.

## Parcours en «Premier Mandatory» et «Premier 5»
Découlant d'une réforme du circuit WTA inaugurée en 2009, les tournois WTA « Premier Mandatory » et « Premier 5 » constituent les catégories d'épreuves les plus prestigieuses, après les quatre levées du Grand Chelem.

### En simple dames
| Année |              | Premier Mandatory             | Premier Mandatory             | Premier Mandatory          | Premier Mandatory |       | Premier 5 | Premier 5                  | Premier 5                   | Premier 5 | Premier 5                 | Premier 5 | Premier 5                |
| Année | Indian Wells | Miami                         | Madrid                        | Pékin                      |                   | Dubaï | Rome      | Canada                     | Cincinnati                  |           | Tokyo                     |           |                          |
| Année | Indian Wells | Miami                         | Madrid                        | Pékin                      |                   | Doha  | Rome      | Canada                     | Cincinnati                  |           | Wuhan                     |           |                          |
| Année | Indian Wells | Miami                         | Madrid                        | Pékin                      |                   |       | Rome      | Canada                     | Cincinnati                  |           |                           |           |                          |
| 2009  |              | 1er tour (1/64) T. Pironkova  | 1er tour (1/64) K. Šprem      |                            |                   |       |           |                            |                             |           |                           |           |                          |
| 2012  |              | 1er tour (1/64) G. Voskoboeva | 2e tour (1/32) Y. Wickmayer   | 1er tour (1/32) P. Kvitová |                   |       |           |                            | 2e tour (1/16) C. Scheepers |           |                           |           |                          |
| 2013  |              | 1er tour (1/64) S. Peer       | 1er tour (1/64) I.-C. Begu    |                            |                   |       |           |                            |                             |           | 2e tour (1/16) P. Kvitová |           |                          |
| 2014  |              | 1er tour (1/64) M. Niculescu  | 1er tour (1/64) C. Vandeweghe |                            |                   |       |           | 1er tour (1/32) S0. Stosur |                             |           |                           |           | 1er tour (1/32) K. Knapp |
| 2015  |              | 2e tour (1/32) T. Bacsinszky  | 1er tour (1/64) D. Gavrilova  | 1er tour (1/32) J. Görges  |                   |       |           |                            |                             |           |                           |           |                          |
| 2017  |              |                               | 1er tour (1/64) S. Rogers     |                            |                   |       |           |                            |                             |           |                           |           |                          |

Sous le résultat, l’ultime adversaire.

### En double dames
| Année                   | Premier Mandatory   | Premier Mandatory         | Premier Mandatory    | Premier Mandatory       | Premier Mandatory       | Premier Mandatory | Premier Mandatory | Premier Mandatory | Premier 5 | Premier 5              | Premier 5              | Premier 5                 | Premier 5          | Premier 5            | Premier 5         | Premier 5             | Premier 5       | Premier 5                | Premier 5       | Premier 5 | Premier 5 | Premier 5 |
| Année                   | Indian Wells        | Indian Wells              | Miami                | Miami                   | Madrid                  | Madrid            | Pékin             | Pékin             | Dubaï     | Dubaï                  | Doha                   | Doha                      | Rome               | Rome                 | Canada            | Canada                | Cincinnati      | Cincinnati               | Tokyo           | Tokyo     | Wuhan     | Wuhan     |
| ----------------------- | ------------------- | ------------------------- | -------------------- | ----------------------- | ----------------------- | ----------------- | ----------------- | ----------------- | --------- | ---------------------- | ---------------------- | ------------------------- | ------------------ | -------------------- | ----------------- | --------------------- | --------------- | ------------------------ | --------------- | --------- | --------- | --------- |
| 2010                    |                     |                           |                      |                         |                         |                   |                   |                   |           |                        |                        |                           |                    |                      |                   |                       |                 |                          |                 |           |           |           |
| —                       | —                   | —                         | —                    | —                       | —                       | —                 | —                 | —                 | —         |                        |                        | —                         | —                  | 1er tour (1/16) Jans | Bacsinszky Garbin | —                     | —               | —                        | —               |           |           |           |
| 2011                    |                     |                           |                      |                         |                         |                   |                   |                   |           |                        |                        |                           |                    |                      |                   |                       |                 |                          |                 |           |           |           |
| —                       | —                   | —                         | —                    | —                       | —                       | —                 | —                 | —                 | —         |                        |                        | —                         | —                  | 2e tour (1/8) Görges | Dulko Pennetta    | —                     | —               | —                        | —               |           |           |           |
| 2012                    |                     |                           |                      |                         |                         |                   |                   |                   |           |                        |                        |                           |                    |                      |                   |                       |                 |                          |                 |           |           |           |
| 2e tour (1/8) Niculescu | Huber Raymond       | 1er tour (1/16) Chan Y-j. | Kuznetsova Zvonareva | 2e tour (1/8) Niculescu | Kirilenko Petrova       | —                 | —                 |                   |           | —                      | —                      | 1er tour (1/16) Niculescu | Mattek-Sands Mirza | —                    | —                 | —                     | —               | —                        | —               |           |           |           |
| 2013                    |                     |                           |                      |                         |                         |                   |                   |                   |           |                        |                        |                           |                    |                      |                   |                       |                 |                          |                 |           |           |           |
| 2e tour (1/8) Watson    | Chan H-ch. Husárová | —                         | —                    | Finale Black            | Pavlyuchenkova Šafářová | —                 | —                 |                   |           | —                      | —                      | —                         | —                  | —                    | —                 | 1er tour (1/16) Black | Kerber Petkovic | 1er tour (1/8) Cibulková | Görges Strýcová |           |           |           |
| 2014                    |                     |                           |                      |                         |                         |                   |                   |                   |           |                        |                        |                           |                    |                      |                   |                       |                 |                          |                 |           |           |           |
| 2e tour (1/8) Martić    | Peschke Srebotnik   | 1er tour (1/16) Martić    | Makarova Vesnina     |                         |                         |                   |                   |                   |           | 1er tour (1/16) Martić | Grönefeld Lučić-Baroni |                           |                    |                      |                   |                       |                 |                          |                 |           |           |           |

N.B. : le nom de la partenaire se trouve sous le résultat ; le nom des ultimes adversaires se trouve à droite.

## Parcours aux Jeux olympiques

### En simple dames
| # | Date       | Nom de l'olympiade           | Surface      | Résultat        | Ultime adversaire  | Score          |          |
| - | ---------- | ---------------------------- | ------------ | --------------- | ------------------ | -------------- | -------- |
| 1 | 11/08/2008 | Olympic Tennis Event Pékin   | Dur (ext.)   | 1er tour (1/32) | Ayumi Morita       | 5-7, 7-67, 6-4 | Parcours |
| 2 | 28/07/2012 | Olympic Tennis Event Londres | Gazon (ext.) | 1er tour (1/32) | Aleksandra Wozniak | 6-2, 6-1       | Parcours |

## Classements WTA en fin de saison

### En simple
| Année | 2005 | 2006 | 2007 | 2008 | 2009 | 2010 | 2011 | 2012 | 2013 | 2014 | 2015 | 2016 | 2017 |
| Rang  | 213  | 160  | 161  | 60   | 232  | 324  | 61   | 67   | 48   | 76   | 134  | 113  | 164  |

source : (en) Classements de Marina Erakovic sur le site officiel de la Fédération internationale de tennis

### En double
| Année | 2005 | 2006 | 2007 | 2008 | 2009 | 2010 | 2011 | 2012 | 2013 | 2014 | 2015 | 2016 | 2017 |
| Rang  | 677  | 274  | 258  | 43   | 351  | 82   | 48   | 54   | 28   | 42   | 110  | 159  | 276  |

source : (en) Classements de Marina Erakovic sur le site officiel de la Fédération internationale de tennis